# 切利奥

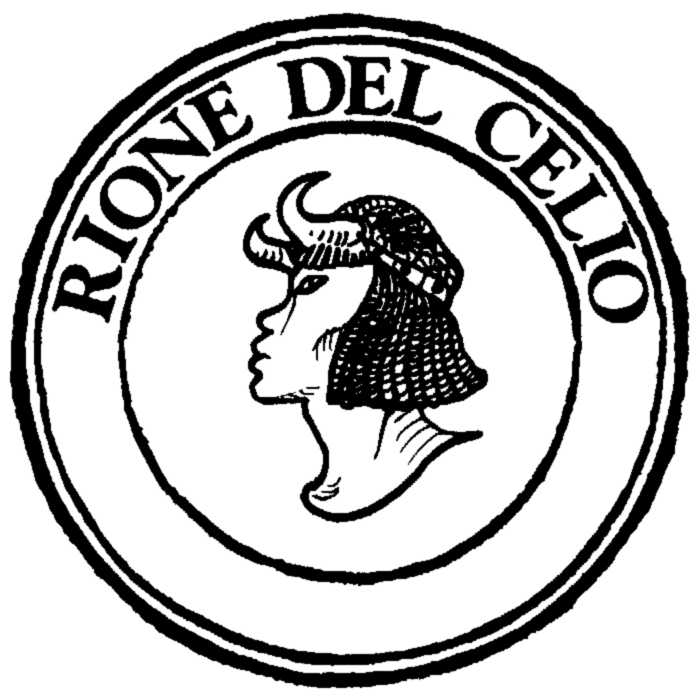
区徽

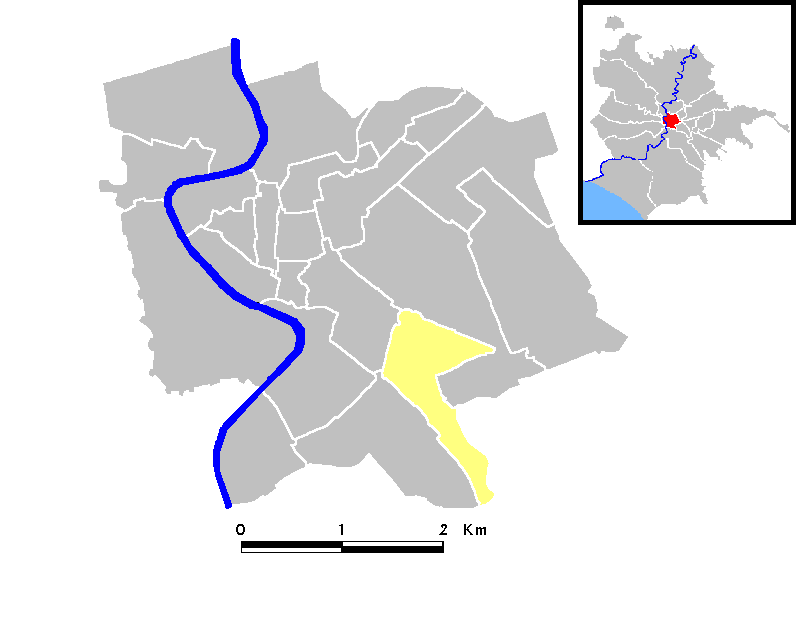
位置

切利奥（義大利語：Celio，發音：[ˈtʃɛːljo]）是罗马的第十九区。其标志是一个戴着象牙头饰的非洲人。

## 教堂
- 圣斯德望圆形堂
- 圣若望及保禄堂 (罗马)
- 四殉道堂

## 其他名胜
- 君士坦丁凯旋门
- 罗马斗兽场

41°52′54″N 12°29′43″E / 41.881799°N 12.495317°E